# Teatro Comunale (Teramo)

A decretare la fine del Teatro Comunale di Teramo non fu la povertà dell’Italia postbellica, non furono gli impresari, non fu una classe politica, la quale non interpretava altro che le esigenze e i desideri di un’intera popolazione. Fu la Città, furono i teramani, fummo noi. La congiura non fu di parte, di classe, di partito. Fu collettiva. Le responsabilità non furono solo di un’amministrazione miope, di una direzione artistica inesistente o di un pubblico impreparato. Fu anzitutto l’acquiescenza diffusa a un malcostume sociale per cui la cultura artistica, specie quella drammatica, rientra a tutti gli effetti fra i beni voluttuari, assegnati all’effimero, e come tali facilmente rimpiazzabili.
A decretar el término del Teatro Comunal de Teramo no fue la pobreza de la Italia de la posguerra, no fueron los empresarios, no fue una clase política, que interpretó nada más que las necesidades y deseos de toda una población. Fue la Ciudad, fueron los teramanos, fuimos nosotros. La conspiración no fue partidista, de clase, de partido. Fue colectiva. Las responsabilidades no fueron simplemente una administración miope, una dirección artística inexistente o un público poco preparado. Fue en primer lugar la aquiescencia generalizada a un mal comportamiento social para el que la cultura artística, especialmente la dramática, es en todos los aspectos entre los bienes voluntarios, asignados a lo efímero, y como tal fácilmente reemplazable
Silvio Paolini Merlo, Destino di un Teatro, en Teramo, febrero de 2010

El Teatro Comunal de Teramo ha sido el más grande e importante teatro de la ciudad. Estaba localizado en Corso San Giorgio, cerca de Plaza Garibaldi.
Fue inaugurado en 1868 y fue demolido en 1959. Su existencia duró 91 años, sin siquiera alcanzar un siglo. Hoy en día en su lugar se levanta el edificio que acoge el nuevo Cineteatro comunal y un almacén comercial.

## Historia

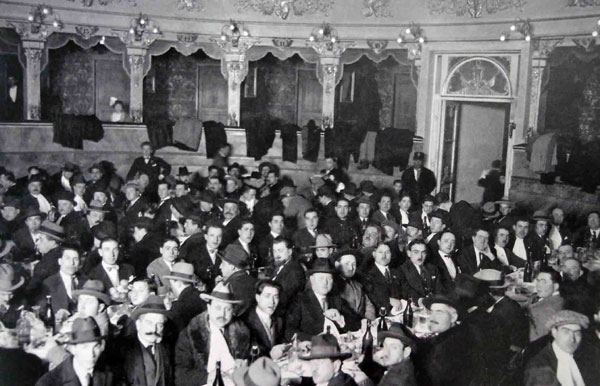
La platea del teatro abarrotada

El primer centro teatral en la ciudad de Teramo, del cual tenemos noticias ciertas, fue el que fue abierto en Casa Corradi, alrededor del año 1792, dentro de la estructura que recogía la residencia de esta importante familia cerca de la actual calle Vittorio Veneto.
Ya desde 1940, sin embargo, la necesidad de poder disponer de una sala al servicio de la entera ciudadanía y que no fuera de propiedad privada, se hizo cada vez más urgente, hasta tal punto que fueron predispuestos algunos proyectos en tal sentido. Uno de estos era el planeado por el marqués Spaccaforma; pero nunca fue realizado.
Después de casi veinte años de debates, proyectos revisados y continuamente olvidados, las cosas cambiaron rumbo tras la llegada de la Unidad Nacional. Fue encargado el arquitecto teramano Nicola Mezucelli para redactar el proyecto definitivo para la edificación del nuevo Teatro comunal de la ciudad. Los trabajos correspondientes, realizados en breve tiempo, entregaron a la ciudadanía el teatro tan deseado, cuya inauguración oficial ocurrió por la tarde del 20 de abril de 1868 con una obra de Giuseppe Verdi, el "BALLO IN MASCHERA", a cargo del empresario Carlo Gardini.
La actividad artística del teatro comunal se hizo inmediatamente muy dinámica, aunque nunca alcanzó niveles de excelencia. Muchas fueron las representaciones y la afluencia de los teramanos, discreto pero no impetuosa, confirmaba el suficiente interés de la ciudadanía por la nueva estructura.
Después de la Primera Guerra Mundial, la actividad teatral se hizo cada vez menos intensa y muy escasas fueron las representaciones de nivel cultural objetivamente elevado. La llegada del cinematógrafo y el próximo inicio del segundo conflicto mundial determinaron la discapacidad final de las finalidades del teatro y de su estructura. En 1936, bajo disposición del común de Teramo, la sala del teatro fue transformada y adaptada como sala cinematográfica y también el edificio mismo fue renombrado, con la consiguiente ubicación del cartel externo con la inscripción de Cineteatro Comunal.
La actividad teatral, ya muy escasa, debía compartir espacios y tiempos con la cinematográfica. La última temporada teatral con toda seguridad fue la del 1954, fecha en la que ésta terminó definitivamente. Desde 1954 hasta 1959, año de su demolición, pues el Teatro comunal funcionó casi exclusivamente como sala cinematográfica. 
Las precarias condiciones del edificio, el precio desproporcionado de los trabajos necesarios para la restauración, la ya terminada actividad lírica y la apertura de nuevos espacios cinematográficos alternativos, sea en la ciudad sea en la provincia, determinaron la necesidad de tomar decisiones drásticas sobre el futuro de este teatro.
También cómplice una situación económica local que, así como la nacional, estaba luchando para recuperarse de los dolorosos resultados de un conflicto intenso, el común de Teramo llegó a acuerdos con algunos de los primeros grandes almacenes de distribución comercial. La población teramana, en el deseo de mejorar el poder de adquisición de los salarios excesivamente bajos, vio en la propuesta de apertura de nuevas cadenas comerciales a precios económicos y en la promesa de importantes puestos de trabajos un salvavidas.
El 18 de mayo de 1959 el Consejo comunal decidió definitivamente la demolición del teatro. El alcalde era Carino Gambacorta. De 25 consejeros, solamente 2 votaron contra la propuesta de demolición. Los restantes 23 consejeros fueron favorables. La ciudadanía fue esencialmente favorable a la decisión. Pocas y aisladas fueron las voces que se levantaron en defensa de la estructura del siglo XIX.
El 30 de noviembre de 1959 empezó la demolición del Teatro comunal proyectado por Nicola Mezucelli. En su lugar fue elevado el edificio que hoy acoge el moderno cineteatro y el gran almacén SottoSopra.

## La estructura

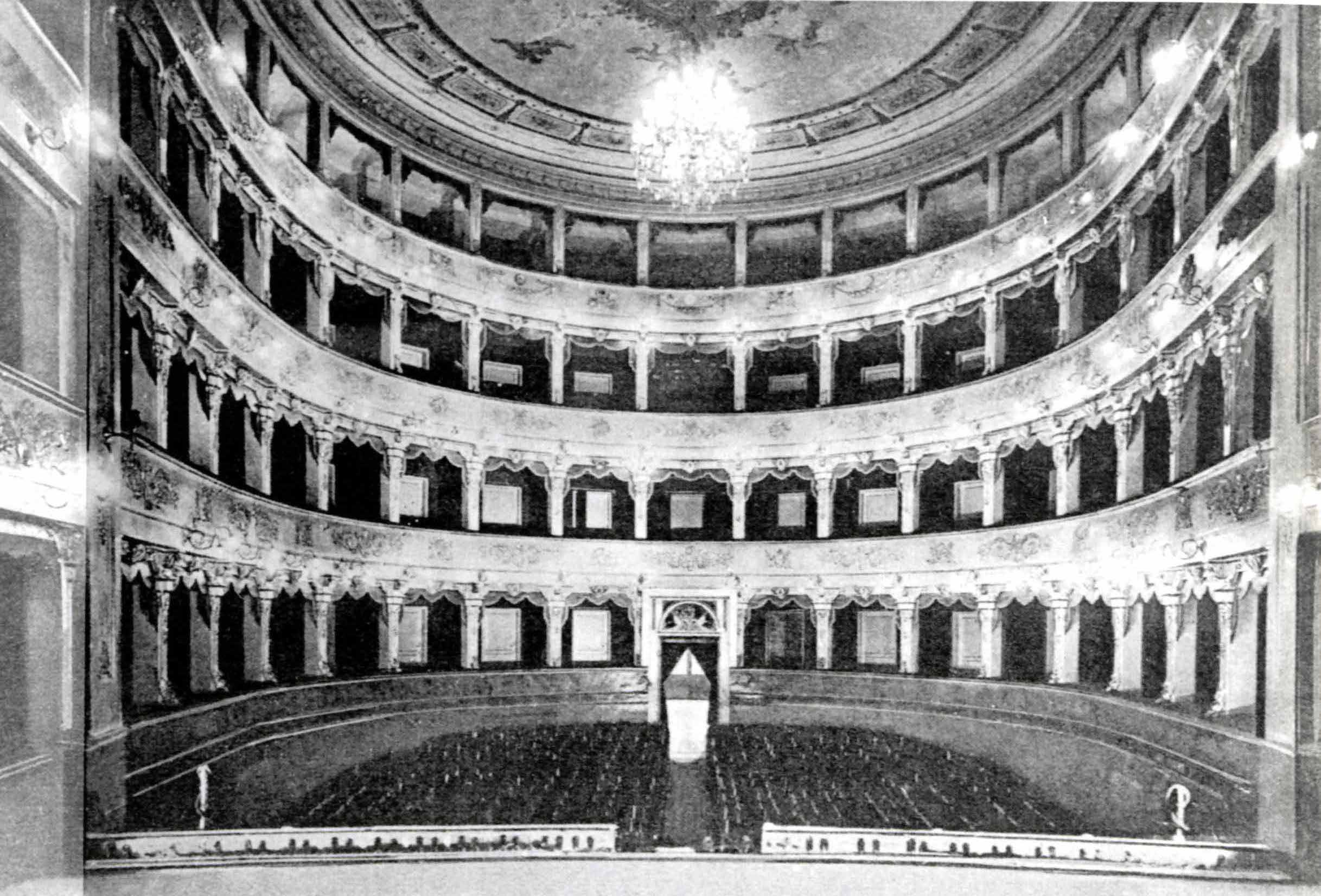
Interior del teatro

El edificio del Teatro comunal era exteriormente muy modesto. Las entradas eran 3 y, más de ser cerrados por puertas de entrada arqueadas, tenían en correspondencia en la planta superior, ventanas relativas al nunca utilizado piso del Casino. La entrada y la fachada principal en Corso San Giorgio, en el que era situada la entrada central, no tenían ningún connotado monumental. Ni por los tamaños, ni por las decoraciones.
El interior de la estructura, y especialmente la sala, fueron en su lugar equipadas con gran encanto. Equipada con una acústica excepcional, la sala fue capaz de alojar a un gran número de espectadores: la capacidad total fue de 608 asientos. El ambiente fue hecho en forma de herradura. Había 56 quioscos, dispuestos en tres órdenes. Y en la parte superior había una gran logia, para la que se proporcionó una cuota de entrada mucho más baja.
El escenario era de todo respeto: unos 200 m cuadrados, equipados con los sistemas más modernos de la máquina escénica. Había una «máquina comúnmente llamada "llevatodo", para llevar adelante y detrás de las cortinas del escenario al mismo tiempo», un dispositivo sofisticado que permitía poner en escena el trueno, a través de «una caja llena de trozos de madera con una rueda dentada», o la lluvia, a través de un «rueda de estaño con pie de madera», o «relámpago», a través de «tablones sutiles de nogal, planchas de hierro y cuerdas».
El arco escénico estaba elegantemente decorado, igual que la bóveda de la sala. Los mismos muebles elegidos por Mezucelli fueron cuidadosamente estudiados. «24 lámparas de estaño con reverberación por su boca», «22 latas pintadas por los pasillos y estantes de las escaleras», «160 sillas de madera por el público, con apoyabrazos dispuestos en circularmente». Así como los «atriles, plantillas y las 30 sillas ordinarias para los músicos», así como los «decorados de la escena del campo, en las alas, y los cielos correspondientes».
El telón era de notable mano de obra. Fue decorado por Bernardino De Filippis Delfico y representaba una buena escena relativa a la "INCORONAZIONE DEL PETRARCA".
En la planta superior, con vista en Corso San Giorgio, había un apartamento para la casa del guardián. En 1906 este lugar fue radicalmente transformado y adaptado en "Ridotto" del teatro. Así nació la famosa sala de la cítara, con su propio escenario y un amplio desván. La pequeña cortina de este elegante salón fue decorada por Gennaro Della Monica con la representación de "GIANNINA MILLI QUE IMPROVISTA EN FLORENCIA".
En la parte restante del edificio del teatro estaban presentes elegantes escaleras finamente decoradas, escaleras de servicio, varios pasillos, siete vestuarios por los artistas, salas de servicio y un vestidor. 
En 1943, en el tejado del teatro se instaló una de las dos sirenas de alarma antiaéreas entregadas por el Ministerio de la Defensa a la prefectura de Teramo para la protección de la población en caso de ataques aéreos. En segunda La sirena fue desmantelada y devuelta al Estado en 1949, junto con su gemela puesta encima del arco de la "PORTA REALE".

## El misterio de la lámpara

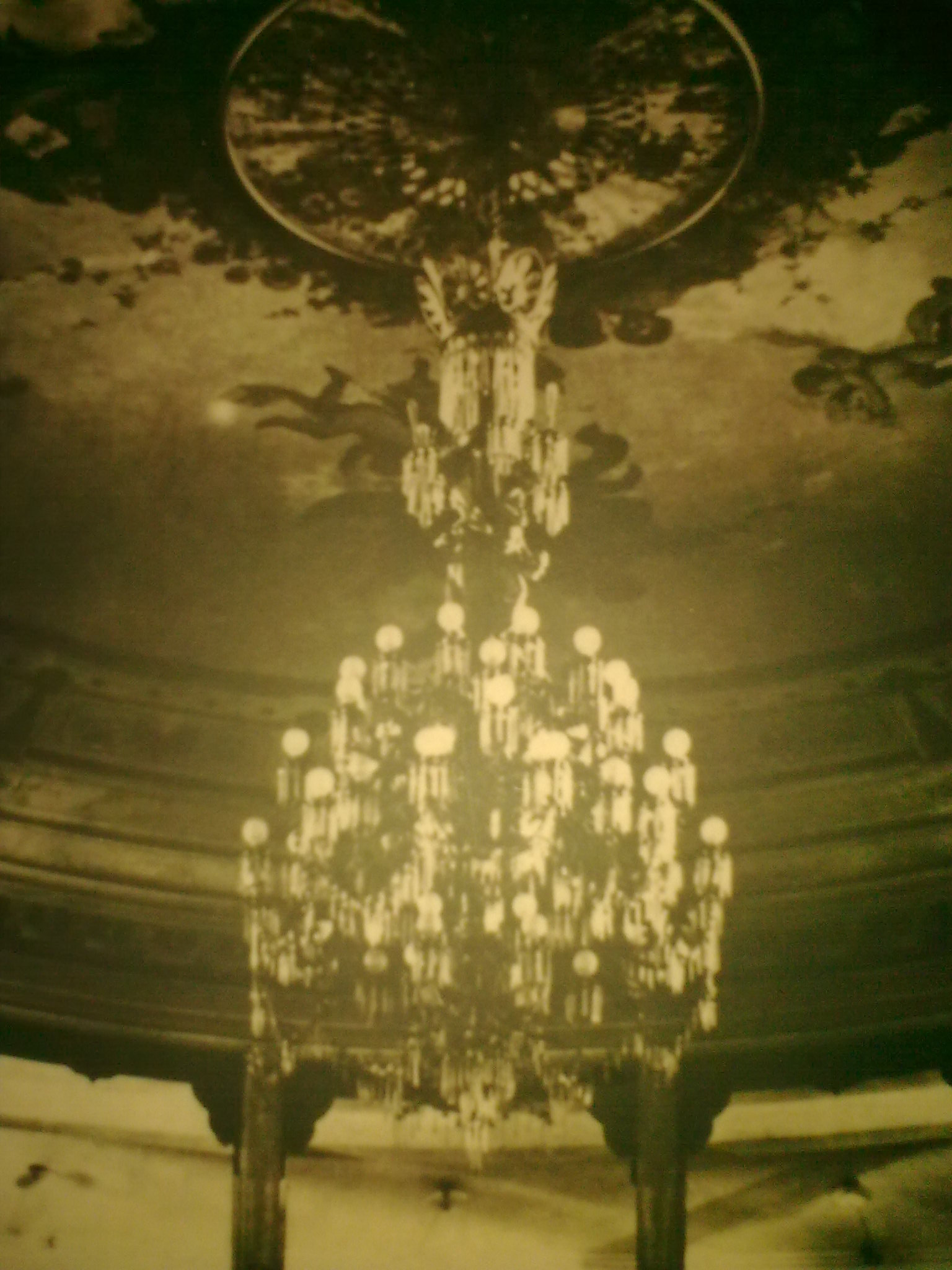
La lámpara del teatro

En el centro de la bóveda en la sala del Teatro comunal había una araña preciosa, querida por Nicola Mezucelli. Se trataba de una obra muy bonita, dibujada por Carlo Ferrario, escenógrafo de la "Scala de Milán",y realizada siempre en Milán por la empresa de Antonio Pandiani, con estructura de bronce dorado <<adornado con cristales>>, dotado de esculturas femeninas en los 4 lados y sostenido por "cuerdas con su propia rueda de tiro". El costo de esta lámpara era muy alto: en ese momento rondaba las 5000 liras.